# Altindische Verteidigung
|   | a | b | c | d | e | f | g | h |   |
| 8 |   |   |   |   |   |   |   |   | 8 |
| 7 |   |   |   |   |   |   |   |   | 7 |
| 6 |   |   |   |   |   |   |   |   | 6 |
| 5 |   |   |   |   |   |   |   |   | 5 |
| 4 |   |   |   |   |   |   |   |   | 4 |
| 3 |   |   |   |   |   |   |   |   | 3 |
| 2 |   |   |   |   |   |   |   |   | 2 |
| 1 |   |   |   |   |   |   |   |   | 1 |
|   | a | b | c | d | e | f | g | h |   |

1. d2–d4 Sg8–f6 2. c2–c4 d7–d6
Bei der Altindischen Verteidigung handelt es sich um eine Eröffnung des Schachspiels. Die Altindische Verteidigung zählt zu den Geschlossenen Spielen und geht aus der Indischen Verteidigung hervor. In der Eröffnungssystematik der ECO-Codes wird sie unter den Schlüsseln A53 bis A55 klassifiziert.
Die Altindische Verteidigung beginnt mit den Zügen
1. d2–d4 Sg8–f6

2. c2–c4 d7–d6
und wurde von Wilfried Paulsen erfunden, weil er sah, dass sein jüngerer Bruder Louis, der als Erster Königsindisch spielte, mit dem Vierbauernangriff (2. … g7–g6 3. Sb1–c3 Lf8–g7 4. e2–e4 d7–d6 5. f2–f4) nicht zurechtkam. Altindisch ist demnach jünger als Königsindisch. Schwarz sollte erst einmal Sb8–d7 und e7–e5 spielen, bevor er über die Entwicklung seines Königsläufers entscheidet. Durch den Verzicht auf die Fianchettierung des Läufers f8 – er wird nach Le7 entwickelt – entsteht Altindisch.
Schwarz steht meist recht eingeengt, womit Weiß viel Raum zur freien Entwicklung hat. Schwarz legt sich meist frühzeitig auf e7–e5 und Sb8–d7 fest. Er gibt also im Vergleich zur Königsindischen Verteidigung die Optionen Sb8–c6 und c7–c5 aus der Hand. Jörg Hickl hat die Altindische Verteidigung in seinem Repertoire.
Folgende Fortsetzungen sind in der Hauptvariante 3. Sb1–c3 e7–e5 4. Sg1–f3 Sb8–d7 bekannt:
- 5. Lc1–g5 Lf8–e7 6. e2–e3
- 5. g2–g3 c7–c6 6. Lf1–g2 Lf8–e7 7. 0–0 0–0 8. e2–e4
- 5. e2–e4 Lf8–e7 6. Lf1–e2 0–0 7. 0–0 c7–c6

Die Hauptvariante wird oft auch über 3. Sb1–c3 Sb8–d7 4. Sg1–f3 e7–e5 erreicht. Dabei braucht Schwarz die Verflachung 3. Sb1–c3 e7–e5 4. d4xe5 d6xe5 5. Dd1xd8+ Ke8xd8 nicht zu fürchten.
Anders angelegt ist das schwarze Spiel nach 3. Sb1–c3 e7–e5 4. Sg1–f3 e5–e4. Schwarz spielt hierbei im Zentrum und am Königsflügel.
Die Janowski-Variante wird nach 3. Sb1–c3 Lc8–f5 erreicht, mit der Schwarz den Zentrumsvorstoß e2–e4 erschweren möchte.
Zieht Weiß im dritten Zug 3. Sg1–f3, um e7–e5 zu verhindern, so kann Schwarz den Doppelschritt seines Königsbauern mit 3. … Sb8–d7 vorbereiten. Nach 4. Sb1–c3 e7–e5 ergibt sich dann wieder die Hauptvariante. In eine Nebenvariante, die manchmal nach dem britischen IM Robert Wade benannt wird, kann Schwarz bei dieser Zugfolge ausweichen, wenn er 3. Sg1–f3 mit 3. … Lc8–g4 beantwortet. 